# Eurasburg (Schwaben)

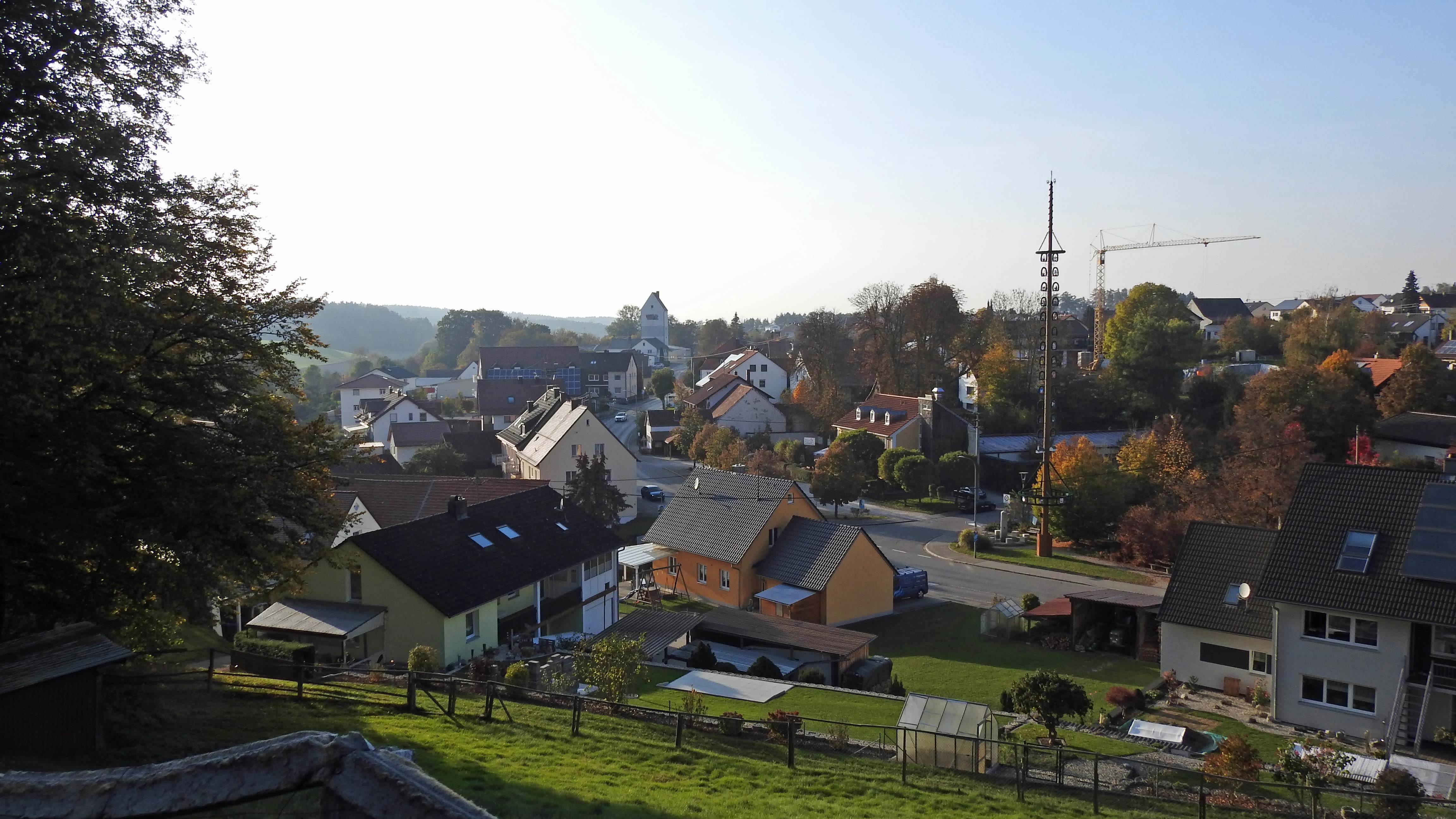
Eurasburg von Osten

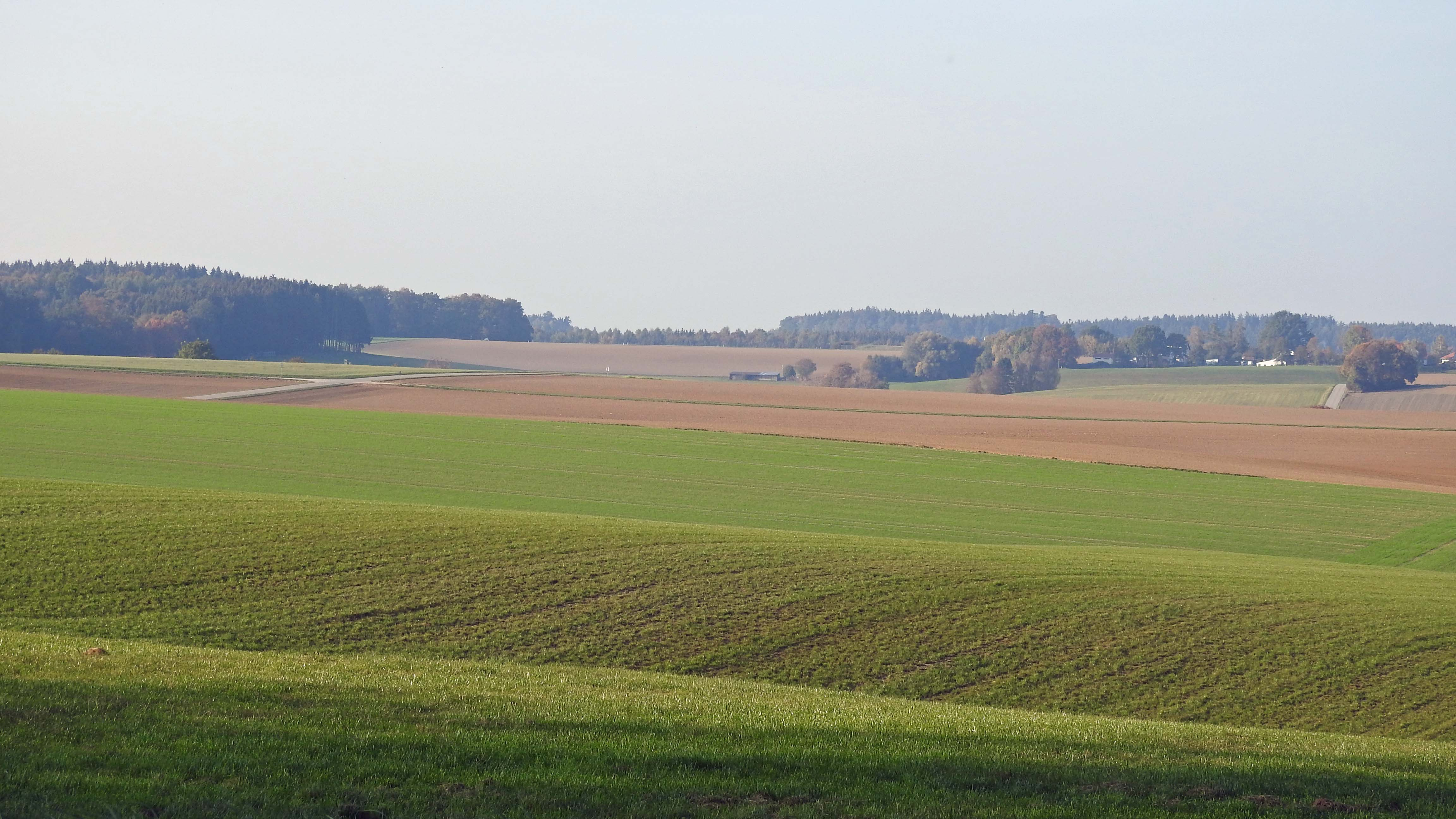
Landschaft östlich von Eurasburg

Eurasburg ist eine Gemeinde im bayerisch-schwäbischen Landkreis Aichach-Friedberg.

## Gemeindeteile
Es gibt 11 Gemeindeteile (in Klammern ist der Siedlungstyp angegeben):
- Brand (Einöde)
- Brugger (Dorf)
- Eurasburg (Kirchdorf)
- Freienried (Kirchdorf)
- Ganswies (Weiler)
- Habermühl (Einöde)
- Hergertswiesen (Weiler)
- Hinterholz (Weiler)
- Kalteneck (Weiler)
- Pfandlaich (Weiler)
- Rehrosbach (Pfarrdorf)

## Geschichte
Das Dorf liegt im Siedlungsgebiet aus der Hallstattzeit 200 v. Chr., wie Hügelgräber in der näheren Umgebung zeigen. Der Name steht im Zusammenhang mit dem Kirchberg, auf dem die Reste eines Burgweges und eines zugeschütteten Burgbrunnens gefunden wurden. Gegen Ende des 13. Jahrhunderts entstand im Bergfried die romanische Kirche zum Heiligen Kreuz, die heute den Altarraum der vergrößerten Kirche bildet. Die verheerenden Folgen des Dreißigjährigen Krieges bereiten dem aufstrebenden Ort ein jähes Ende. Eurasburg gehörte zum Rentamt München und zum Landgericht Friedberg des Kurfürstentums Bayern. Im Zuge der Verwaltungsreformen in Bayern entstand mit dem Gemeindeedikt von 1818 die heutige Gemeinde.
Erst die Einrichtung einer Posthalterei im Jahre 1760 hatte Eurasburg zurück in die Geschichtsbücher gebracht. Bis zu 40 Pferde wurden hier gehalten. Auf der Strecke München – Dachau – Augsburg gelegen, profitierte der Ort vom regen Postverkehr und vor allem vom Geld der Kutscher, Posthalter und Reisenden. Der Verkehrsweg schloss „die im Holzwinkel lebenden“ an die Welt an. Die Prominenz ihrer Zeit ist auf der Durchreise: W. A. Mozart 1777, Papst Pius VI., 1782 sowie Max Joseph I. sind in den Büchern der Posthalterei erfasst. Nach Eröffnung der Bahnlinie von München nach Augsburg im Jahre 1840 verlagerte sich der Fernverkehr auf die Eisenbahn. Die bis dahin belebte Poststraße versinkt in der Bedeutungslosigkeit. Als 1911 die letzte Postkutsche fuhr, zählte Eurasburg noch 700 Einwohner. Vorher begründet der königliche Stallmeister Ignaz Heckel von München 1823 eine Schule im Benefiziatenhaus. Eine gemeinsame Schule mit Rinnenthal und Rehrosbach lehnte Eurasburg 1888 ab und baute sieben Jahre später eine eigene Schule mit zwei Lehrern. 1990 wurde sie durch einen Neubau am nördlichen Ortsrand ersetzt.

### Eingemeindungen
Im Zuge der Gebietsreform in Bayern wurde am 1. Juli 1972 die Gemeinde Freienried eingegliedert.

### Einwohnerentwicklung
Zwischen 1988 und 2019 wuchs die Gemeinde von 1278 auf 1743 um 465 Einwohner bzw. um 36,4 %.

## Politik
Die Gemeinde ist Mitglied der Verwaltungsgemeinschaft Dasing.

### Gemeinderat
Die Gemeinderatswahlen seit 2014 erbrachten folgende Ergebnisse:
| Partei/Liste             | 2020  | 2020  | 2014  |
| Partei/Liste             | %     | Sitze | Sitze |
| ------------------------ | ----- | ----- | ----- |
| Bürgerblock              | 15,31 | 2     | 5     |
| Wählerforum Eurasburg    | 24,04 | 3     | 3     |
| Wählergruppe Freienried  | 20,40 | 2     | 2     |
| Pro Eurasburg            | –     | –     | 2     |
| Die Grünen/Pro Eurasburg | 16,07 | 2     | –     |
| CSU                      | 24,18 | 3     | –     |

### Bürgermeister
Erster Bürgermeister ist seit 2014 Paul Reithmeir (Wählerforum). Er wurde Nachfolger von Erwin Osterhuber (CSU/Bürgerblock). Bei der Wahl am 15. März 2020 wurde Reithmeir mit 74,5 % der gültigen Stimmen für weitere sechs Jahre bestätigt.

### Wappen

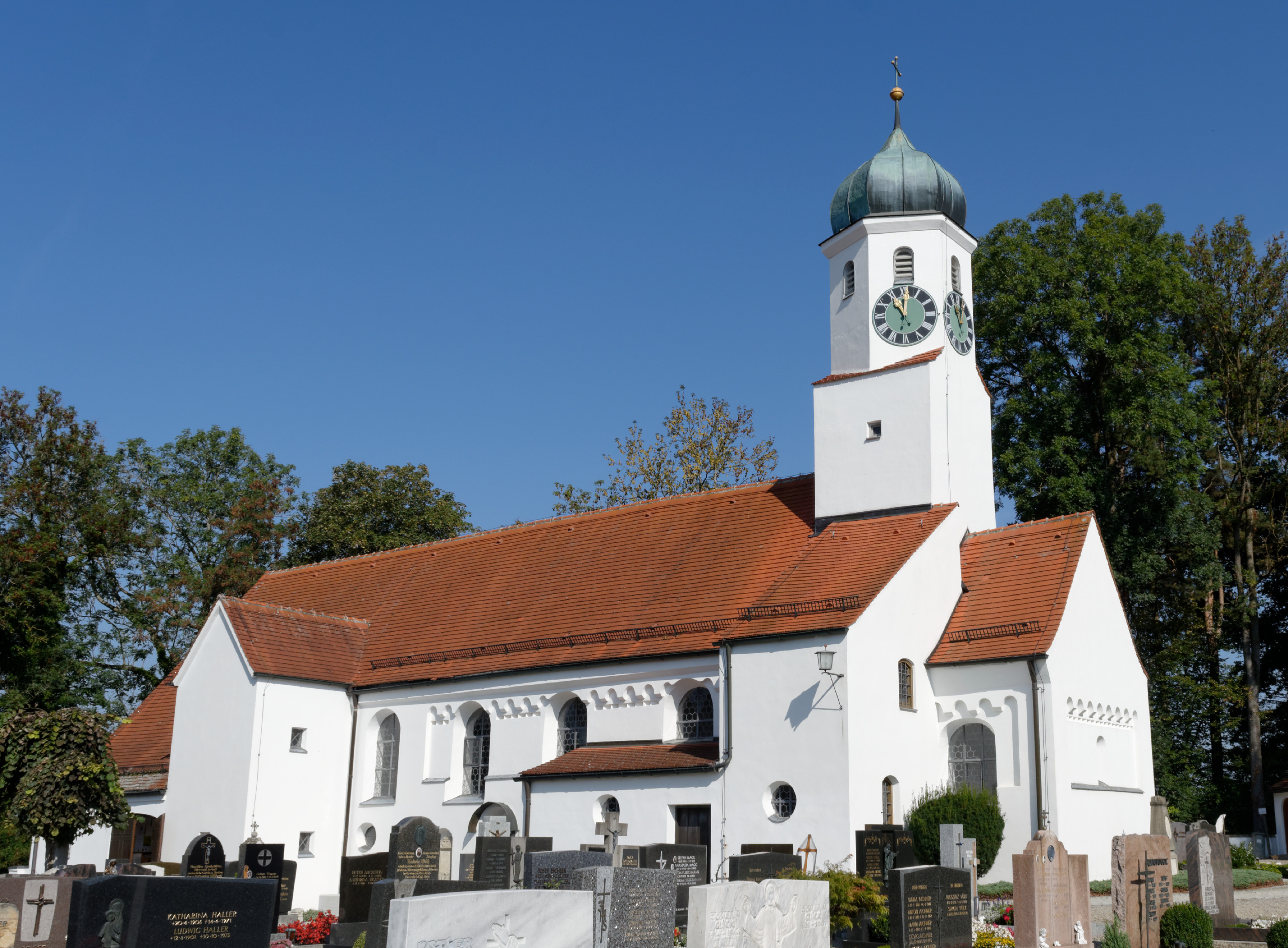
Katholische Filialkirche Hl. Kreuz

| Wappen von Eurasburg (Schwaben) | Blasonierung: „Im Zinnenschnitt geteilt von Blau und Silber; oben ein goldenes Posthorn, unten schräg gekreuzt eine rote Axt und ein roter Schlüssel.“ |
| Wappen von Eurasburg (Schwaben) | Wappenbegründung: Eurasburg liegt an der alten Straße München-Dachau-Augsburg. Im Jahr 1760 wurde hier eine kaiserliche Posthalterei eingerichtet, die dem Ort einen großen Aufschwung brachte. Daran erinnert das Posthorn im Gemeindewappen. Die rote Axt weist auf die Bedeutung des Forstes hin, der für die Bewohner des Gemeindegebiets lange Zeit eine wichtige Lebensgrundlage darstellte. Eurasburg ist Sitz des Forstamtes für die gesamte Umgebung. Der Zinnschnitt erinnert an den Burgstall am Kirchenberg und weist auf den Namensbestandteil -burg hin. Der rote Schlüssel stammt aus dem Wappen des Klosters Wessobrunn, das im Gemeindegebiet über großen Grundbesitz verfügte und die Eurasburger Kirche gestiftet hat. Ebenfalls reich begütert war hier das Hochstift Augsburg. Dies kommt durch die Farben Rot und Silber im Gemeindewappen zum Ausdruck. Dieses Wappen wird seit 1980 geführt. |

## Wirtschaft und Infrastruktur

### Wirtschaft einschließlich Land- und Forstwirtschaft
Es gab 2017 insgesamt 292 sozialversicherungspflichtig Beschäftigte am Arbeitsort. Sozialversicherungspflichtig Beschäftigte mit Wohnort Eurasburg gab es insgesamt 737. Damit hatte die Gemeinde um 445 Personen mehr Aus- als Einpendler. 19 Einwohner waren arbeitslos.
Im Jahre 2016 existierten 14 landwirtschaftliche Betriebe. Im Jahr 2017 waren 750 Hektar (31,3 %) der Gemeindefläche landwirtschaftlich genutzt, 1395 Hektar (58,3 %) waren Wald. Die Siedlungsfläche betrug 196 Hektar (8,2 %).

### Bildung
Im Jahre 2018 gab es folgende Einrichtungen:
- Kindertageseinrichtung Maria Heimsuchung mit 80 Plätzen und 74 Kindern (darunter 16 unter drei Jahren)
- Grundschule Eurasburg mit fünf Klassen und 105 Schülern

## Persönlichkeiten
- Josef Osterhuber (1876–1965), Journalist, wurde in Eurasburg geboren